# Collegium Vocale Gent
Het Collegium Vocale Gent is een Belgisch zangkoor uit Gent.

## Oprichting
Collegium Vocale Gent werd in 1970 opgericht door een groep bevriende studenten op initiatief van Philippe Herreweghe. Het ensemble paste als een van de eerste de nieuwe inzichten inzake de uitvoering van barokmuziek toe op de vocale muziek. Deze authentieke, tekstgerichte en retorische aanpak zorgde voor een transparant klankidioom waardoor het ensemble in nauwelijks enkele jaren tijd wereldfaam verwierf en te gast was op alle belangrijke podia en muziekfestivals van Europa, Israël, de Verenigde Staten, Rusland, Zuid-Amerika, Japan, Hong-Kong en Australië.

## Repertoire
Intussen is Collegium Vocale Gent uitgegroeid tot een ensemble met een ruim repertoire uit verschillende stijlperiodes. De Duitse barokmuziek, en meer specifiek de vocale werken van J.S. Bach, waren en blijven echter een kroondomein. Vandaag brengt het Collegium Vocale Gent deze muziek bij voorkeur met een klein ensemble, waarin de zangers zowel de koor- als solopartijen voor hun rekening nemen. Collegium Vocale Gent legt zich ook toe op het klassieke, romantische en hedendaagse oratoriumrepertoire. Ten slotte verleent het ensemble zijn medewerking aan verschillende muziektheatervoorstellingen.
Enkele voorbeelden van theatervoorstellingen waar het Collegium zijn medewerking aan verleende, zijn "Ruhe" in samenwerking met Muziektheater Transparant met als regisseur Josse De Pauw, "Bloed en Rozen" in samenwerking met het Toneelhuis in een regie van Guy Cassiers, en "Accatone" in samenwerking met de Ruhrtriennale in een regie van Johan Simons.

## Samenwerking
Voor de realisatie van deze projecten werkt het Collegium Vocale Gent samen met diverse historisch geïnformeerde ensembles zoals het eigen barokorkest van Collegium Vocale Gent, het Orchestre des Champs Élysées, het Freiburger Barockorchester of de Akademie für Alte Musik Berlin. Maar ook met vooraanstaande symfonische orkesten zoals het Antwerp Symphony Orchestra, het Rotterdams Filharmonisch Orkest, het Budapest Festival Orchestra of het Koninklijk Concertgebouworkest worden projecten opgezet. Het ensemble werd geleid door dirigenten zoals Nikolaus Harnoncourt, René Jacobs, Sigiswald Kuijken, Marcus Creed, Edo de Waart, Iván Fischer, Yannick Nézet-Séguin, Kaspars Putnins, James Wood, Reinbert de Leeuw en vele anderen.

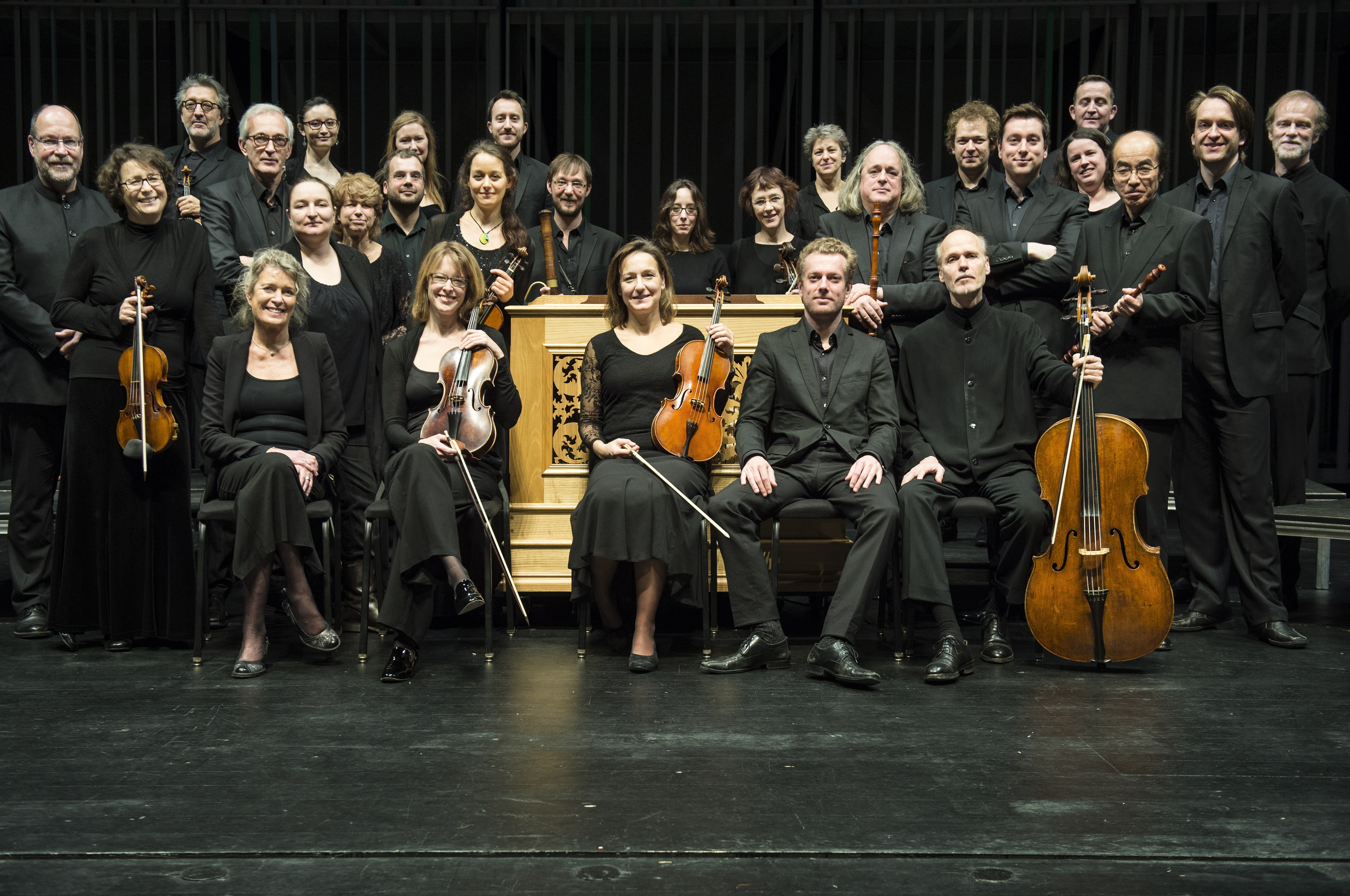
Collegium Vocale Gent

Het Collegium Vocale Gent geniet de steun van de Vlaamse Gemeenschap, de Provincie Oost-Vlaanderen en de stad Gent. Van 2011-2013 was het ensemble Ambassadeur van de Europese Unie.

## Discografie
Collegium Vocale Gent bouwde onder leiding van Philippe Herreweghe een omvangrijke discografie op met meer dan 85 opnamen, voornamelijk bij de labels Harmonia Mundi France en Virgin Classics. In 2010 startte een nieuw opnameproject waarbij Philippe Herreweghe samen met Outhere-Music zijn eigen label φ (PHI) oprichtte om in volledige artistieke vrijheid een rijke en gevarieerde catalogus uit te bouwen. Ondertussen verschenen volgende opnamen bij dit label:
- 2011: BACH, Johann Sebastian : Motets BWV 225-230 (LPH 002)
- 2011: BRAHMS, Johannes : Werke für Chor und Orchester (LPH 003)
- 2011: BACH, Johann Sebastian : Mass in B minor (LPH 004)
- 2011: DE VICTORIA, Tomas Luis : Officium Defunctorum (LPH 005)
- 2012: BACH, Johann Sebastian : Ach süsser Trost (LPH 006)
- 2011: BEETHOVEN, Ludwig van : Missa Solemnis (LPH 007)
- 2012: DVORAK, Antonin : Stabat Mater (LPH 009)
- 2012: GESUALDO, Carlo : Responsoria 1611 (LPH 10)
- 2013: BACH, Johann Sebastian : Ich elender Mensch – Leipzig Cantates (LPH 12)
- 2013: HAYDN, Joseph : die Jahreszeiten (LPH 13)
- 2013: BYRD, William : Infelix ego – Mass for 5 voices (LPH 14)
- 2014: DVORAK, Antonin: Requiem (LPH 016)
- 2014: HAYDN, Joseph : Die Schöpfung (LPH 018)